# Libro de Jaser (Referencias bíblicas)
El Libro de Jasher (también deletreado Jashar, en hebreo: סֵפֶר הַיׇּשׇׁר‎; transliteración: sēfer hayyāšār), que significa el Libro del Íntegro o el Libro del Justo es un libro perdido no canónico mencionado en la Biblia. La traducción "el libro del Hombre Justo" es tradicional en el griego y la traducción latina, mientras la forma transliterada "Jasher" se encuentra en la Biblia del rey Jacobo, 1611.

## Descripción
El libro es mencionado dos veces en la Biblia hebrea. Existe una tercera referencia posible con una variante de ortografía.
Según el Libro de Josué, mientras Josué ganaba una batalla contra Adonisedec (rey de Jerusalén) y sus aliados oró para que el sol y la luna se detuvieran, a lo que sigue el capítulo 10 versículo 12.
La presencia de este acontecimiento en un libro de poesía (como podría ser el libro de Jasher) ha sido interpretado como descripción poética de una batalla prolongada.
Según el Libro de Samuel, cuando David dio su lamento sobre las muertes de Saúl y Jonatán, empezó como dice 2 Samuel 1:18:
y ordenó que enseñaran a los hijos de Judá el cántico del arco; el cual está escrito en el Libro de Jasher
Una tercera referencia posible aparece en I Reyes 8 en la Septuaginta (no así en el texto hebreo o en otras traducciones), el verso 8:53 dice que la oración precedente de Salomón está escrita "en el libro de la canción" (ἐν βιβλίῳ τῆς ᾠδῆς). La versión hebrea de "el libro de la canción" podría ser ספר השיר (sefer ha-shir), lo cual es lo mismo que "Sefer HaYashar" con dos letras transpuestas. Esto sugiere que el nombre de "Sefer HaYashar" podría estar relacionado con su función como libro de cantos, y la segunda palabra de "Sefer HaYashar" pudo ser originalmente שיר (shir, "canción") o ישיר (yashir, "cante").